# 博比尼区
博比尼区（法語：Arrondissement de Bobigny）是法国法蘭西島大區塞纳-圣但尼省所辖的一个区。总面积39.2平方公里，总人口426389，人口密度10877人/平方公里（2018年）。主要城镇为博比尼。

## 辖区
博比尼区辖有9个市镇。